# Sung Han-kuk

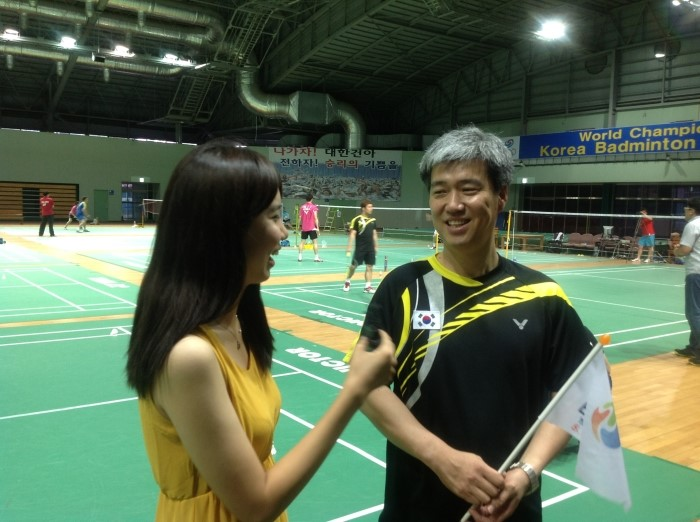
Sung Han-kuk

Sung Han-kuk (koreanisch 성한국; * 19. November 1963) ist ein ehemaliger Badmintonspieler aus Südkorea.

## Karriere
Sung Han-kuk gewann 1986 die US Open im Herreneinzel und wurde Dritter bei den Asienspielen. 1988 siegte er bei den French Open im Herrendoppel mit Park Joo-bong. Bei der Weltmeisterschaft des Folgejahres konnte er mit Kim Moon-soo bis ins Viertelfinale des Herrendoppels vordringen und wurde Fünfter. Nach seiner aktiven Laufbahn arbeitete er als Trainer, unter anderem auch bei Olympia 2012.

## Erfolge
| Saison | Veranstaltung     | Disziplin    | Name | Platz                        |
| ------ | ----------------- | ------------ | ---- | ---------------------------- |
| 1986   | US Open           | Herreneinzel | 1    | Sung Han-kuk                 |
| 1986   | Asienspiele       | Herreneinzel | 3    | Sung Han-kuk                 |
| 1988   | French Open       | Herrendoppel | 1    | Park Joo-bong / Sung Han-kuk |
| 1989   | Weltmeisterschaft | Herrendoppel | 5    | Kim Moon-soo / Sung Han-kuk  |